# Silli
Silli (łac. Diocesis Silitanus) – stolica historycznej diecezji we Cesarstwie rzymskim w prowincji Numidia zlikwidowana w VII w. podczas ekspansji islamskiej, współcześnie w północnej Algierii. Obecnie katolickie biskupstwo tytularne. 

## Biskupi tytularni
| Lp. | Biskup                        | Funkcja                                             | Od               | Do                |
| --- | ----------------------------- | --------------------------------------------------- | ---------------- | ----------------- |
| 1   | Gregorio Falconieri           | emerytowany biskup Conversano (Włochy)              | 24 maja 1964     | 28 listopada 1964 |
| 2   | Abílio Augusto Vaz das Nevesv | emerytowany biskup Bragançy-Mirandy (Portugalia)    | 20 lutego 1965   | 27 stycznia 1971  |
| 3   | Filippo Franceschi            | biskup koadiutor Civitavecchia i Tarquinia (Włochy) | 30 maja 1973     | 15 lipca 1976     |
| 4   | Jan Pieter Schotte            | urzędnik Kurii Rzymskiej                            | 20 grudnia 1983  | 26 listopada 1994 |
| 5   | Florentin Crihălmeanu         | biskup pomocniczy eparchii Klużu-Gherli (Rumunia)   | 6 listopada 1996 | 18 lipca 2002     |
| 6   | Hervé Giraud                  | biskup pomocniczy Lyonu (Francja)                   | 15 kwietnia 2003 | 13 listopada 2007 |
| 7   | Henri Coudray                 | wikariusz apostolski Mongo (Czad)                   | 3 czerwca 2009   |                   |